# Angelo Iachino
Angelo Iachino (Sanremo, 24 de abril de 1889 – Roma, 3 de dezembro de 1976), também grafado como Angelo Jachino, foi um oficial naval italiano que comandou as forças da Marinha Real Italiana na Segunda Guerra Mundial.

## Biografia
Iachino nasceu na cidade Sanremo, próximo de Gênova, em 24 de abril de 1889. Ele entrou na Academia Naval italiana aos quinze anos de idade e se formou como alferes. Durante seus primeiros anos de serviço ele lutou na Guerra Ítalo-Turca e na Primeira Guerra Mundial. Depois disso, comandou a canhoneira Ermanno Carlotto em Tianjin, na China, e em seguida realizou um cruzeiro ao redor do mundo como o oficial comandante do cruzador rápido Armando Diaz.
Na Segunda Guerra Mundial, Iachino recebeu o comando das forças da Marinha Real Italiana no final de 1940 e permaneceu no posto até abril de 1943. Nesta capacidade ele liderou os navios italianos em vários confrontos contra a Marinha Real Britânica, incluindo na Batalha do Cabo Matapão em março de 1941. Ele escreveu vários livros sobre história naval depois da guerra em que discutiu os erros italianos no conflito. Iachino morreu em Roma em 3 de dezembro de 1976.